# Щ-131
«Щ-131» — советская дизель-электрическая торпедная подводная лодка времён Второй мировой войны, принадлежит к серии X проекта Щ — «Щука».

## История корабля
Лодка была заложена 23 июля 1934 года на заводе № 194 «имени А. Марти» в Ленинграде, в 1935 году в виде секций перевезена по железной дороге на завод № 202 «Дальзавод» во Владивостоке, спущена на воду 4 июля 1935 года, 11 декабря 1936 года вошла в состав 34 дивизиона 3 бригады подводных лодок Тихоокеанского флота с базированием на Находку.

### Служба
Начало боевых действий против Японии 9 августа 1945 года «Щ-131» встретила в составе 1 дивизиона 1 бригады подводных лодок с базированием на бухту Малый Улисс. В боевых действиях не участвовала.
- 10 июня 1949 года переименована в «С-131».
- 9 ноября 1956 года выведена из боевого состава флота, поставлена на консервацию.
- 29 марта 1957 года разоружена и отправлена на перестройку в учебно-тренировочную станцию.
- 17 апреля 1957 года переименована в «УТС-72».
- 28 января 1958 года расформирована, отправлена на разоружение, демонтаж и разделку на металл.
- 5 октября 1958 года исключена из списка судов.

## Командиры лодки
- … — апрель 1935 — август 1938 — … — Дмитрий Григорьевич Пономарёв
- … — август — сентябрь 1945 — … — Алексей Трофимович Зубарев
- 08.1951-08.1953 — Ладанов Николай Семенович[источник не указан 1937 дней]